# Luis, rey de Etruria
Luis de Borbón, príncipe de Parma y rey de Etruria es un cuadro de Francisco de Goya, pintado en 1800, como boceto para La familia de Carlos IV. Procede de las colecciones reales y fue localizado en el Palacio Real de Madrid en 1814. Ingresó en el Museo del Prado antes de 1834, pues figura en el inventario del Real Museo de ese año; se cita por primera vez en el catálogo oficial del Prado en 1872.

## Historia
Este boceto es uno de los diez estudios al natural pintados por Goya en el Palacio de Aranjuez, durante el verano de 1800. Por deseo de la reina María Luisa de Parma, el pintor retrató por separado a cada miembro de la familia real, lo que evitó que todos juntos debieran posar durante largas y tediosas sesiones.
Todos los bocetos tienen como característica principal una imprimación roja y rasgos faciales construidos en un solo tono, al igual que las masas principales. Al final, una vez definidos los planos y las proporciones, se añadían los matices de color.
El retratado es el rey Luis de Etruria (1773-1803), hijo de Fernando I de Parma y María Amelia de Habsburgo-Lorena. Fue duque de Parma y rey de Etruria. Casó con la infanta María Luisa de Borbón, hija de Carlos IV y María Luisa de Parma. De ellos desciende la actual Casa de Borbón-Parma.
Es uno de los retratos más interesantes de los que Goya realizó para La familia de Carlos IV. El pintor capta, en el rey de Etruria, a un personaje vibrante, expresivo y, en apariencia, lleno de vitalidad. Sin embargo, murió poco más de dos años después de que el lienzo se pintó.